# Jean-Baptiste van Loo
Jean-Baptiste van Loo, född 11 januari 1684 i Aix-en-Provence, död där 19 december 1745, var en fransk rokokokonstnär. Hans söner François van Loo, Louis-Michel van Loo och Charles-Amédée-Philippe van Loo var också konstnärer.

## Biografi
Jean-Baptiste van Loo studerade för sin far, Louis-Abraham van Loo, och senare för Benedetto Luti i Rom. För kyrkan Santa Maria in Monticelli i Rom utförde han målningen Kristi gisslande. I Paris, där han blev medlem av Académie Royale de Peinture et de Sculpture, målade han flera altartavlor.
Från 1737 till 1742 verkade van Loo i England, där han bland annat avporträtterade skådespelaren Colley Cibber och teaterimpressarion Owen Swiny. Därutöver målade han statsmannen Robert Walpoles porträtt.

## Bilder

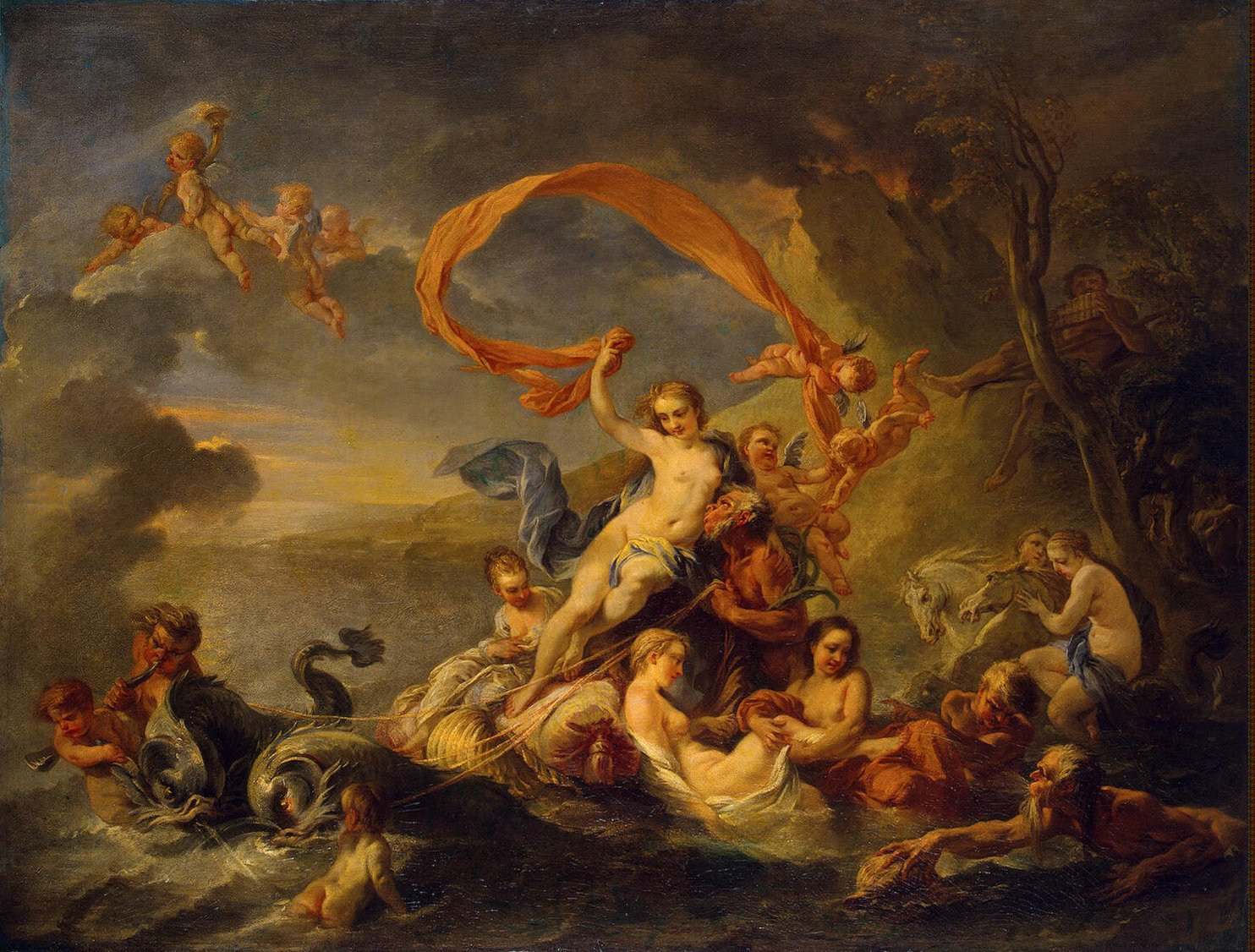
Galateas triumf (1720).
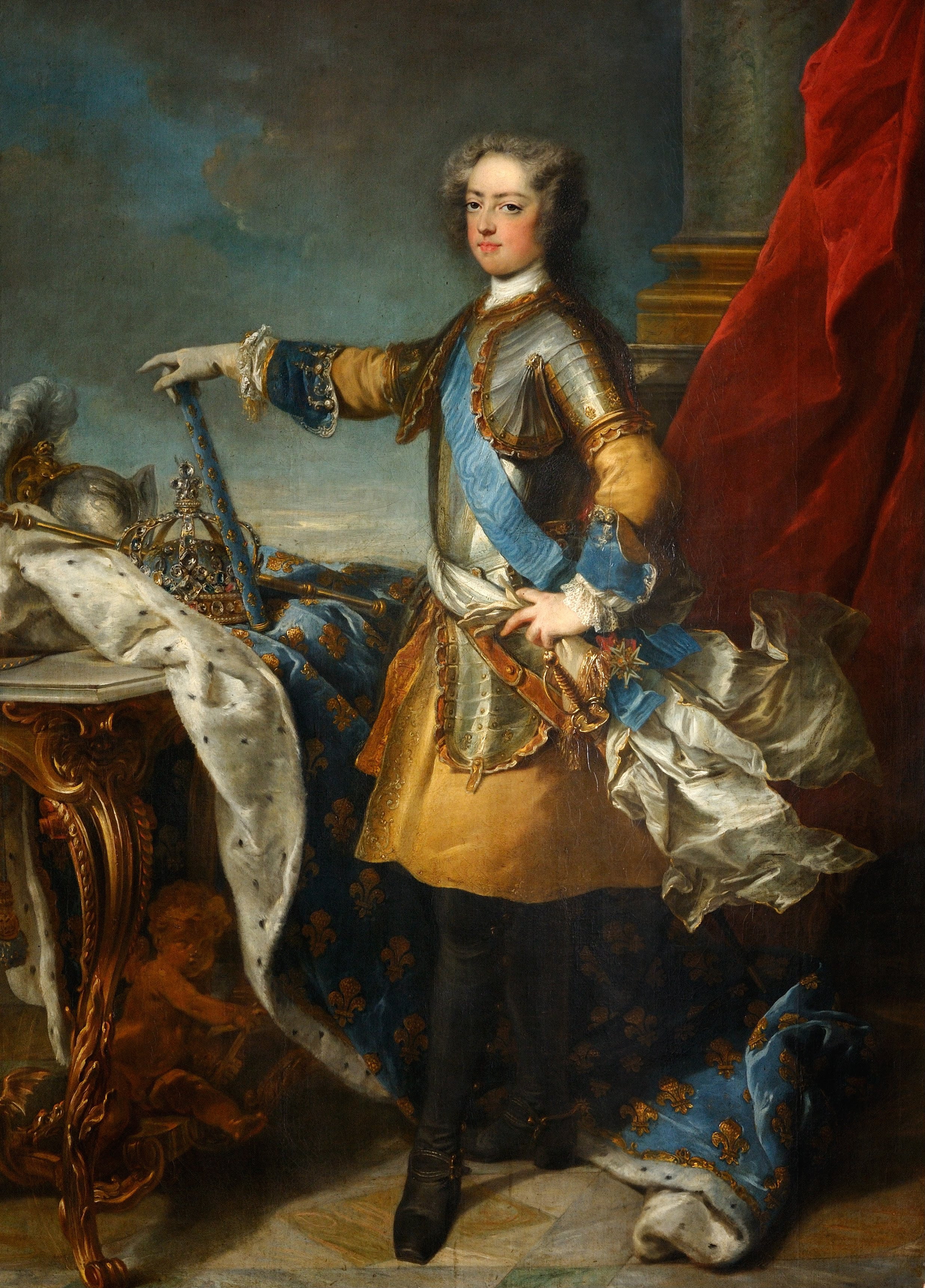
Ludvig XV (cirka 1723).
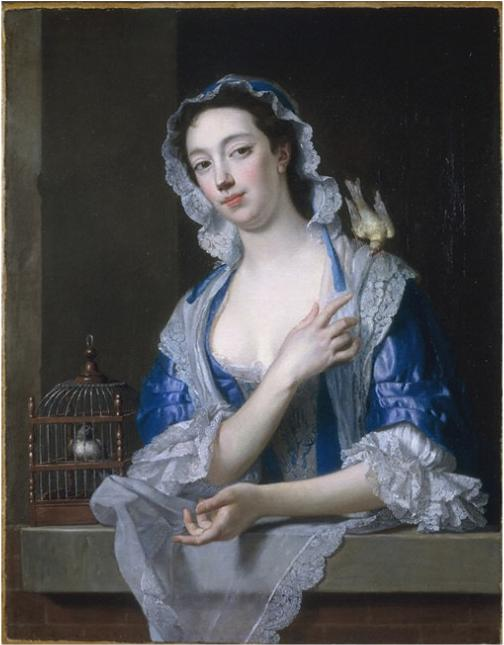
Margaret ("Peg") Woffington (cirka 1738).
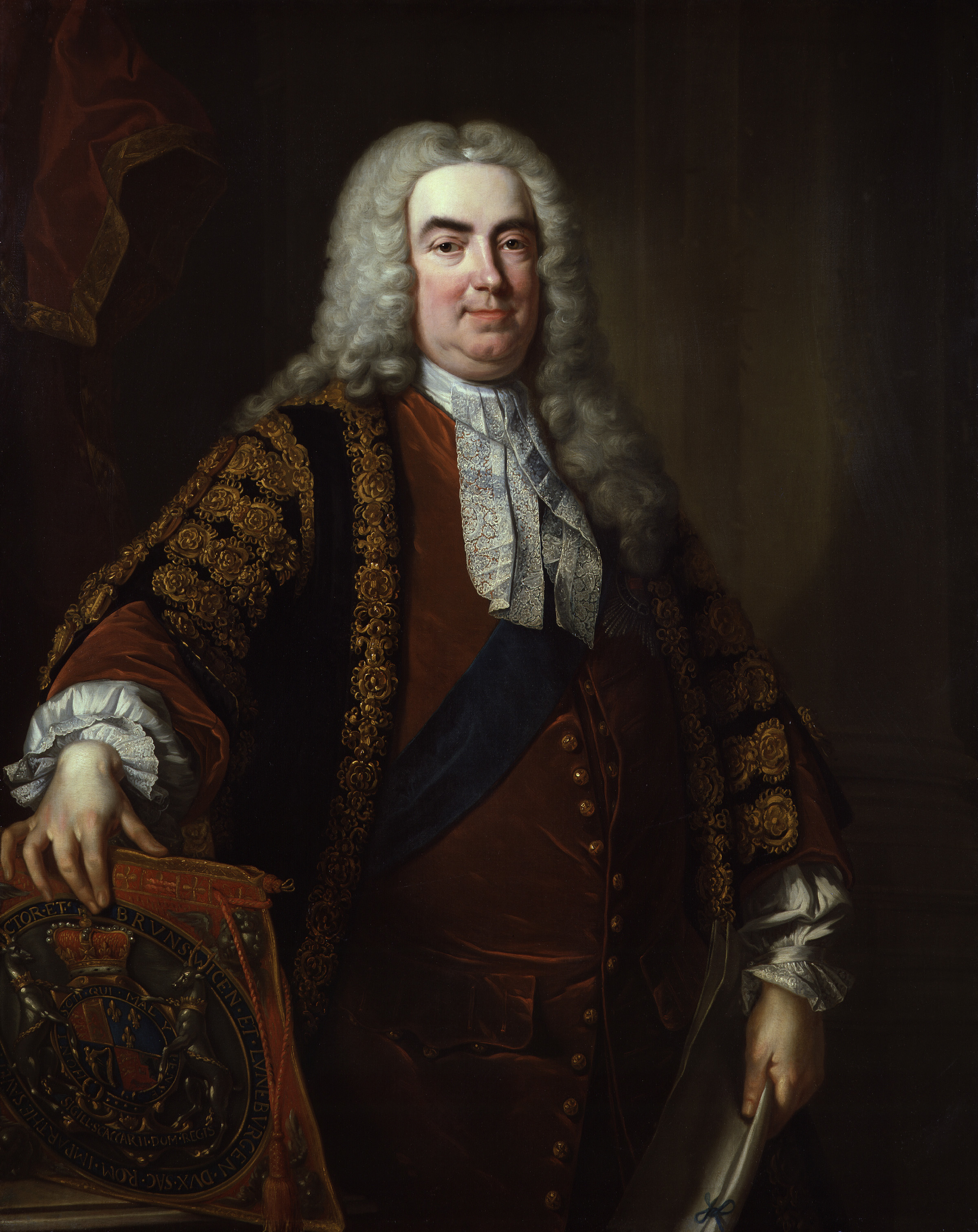
Robert Walpole (1740).